# 待办事项清单

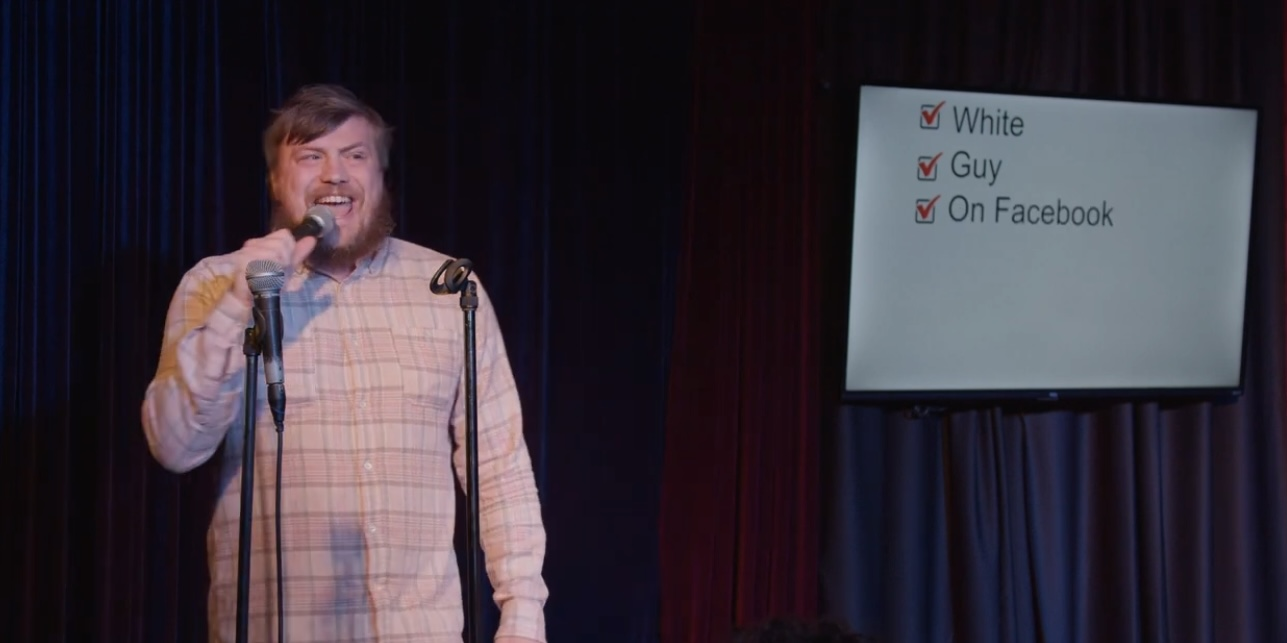
待办事项清单

待办事项清单是一种可以打勾的列表，這種列表的每一項左邊有一個方框，任務完成後在方框內打勾就行。

## 历史
阿图·葛文德的著作中指出，在1935年10月30日B-17轟炸機飞机坠毁后，有人發明了待办事项清单。 然而根據牛津英语词典的說法，待办事项清单的英文Checklist一詞在1853年就已出現。 還有人在1841年发布的一份日誌中找到了待办事项清单的蛛絲馬跡。 